# Wolmerum
Wolmerum was een nederzetting die heeft gelegen nabij de buurtschap Dellewal op het waddeneiland Terschelling, provincie Friesland (Nederland). De locatie ligt op de Plaat, een onderdeel van het havengebied van West-Terschelling, dat door dammen is beschermd. De Plaat maakt deel uit van de Waddenzee en staat onder invloed van eb en vloed. 
Oorspronkelijk lag Wolmerum in het westen van de Terschellinger polder. In 1557 stonden er elf huizen. Het gehucht en de polder werden tegen eb en vloed beschermd door een wierdijk, waarvan de kwaliteit niet goed was. 
Het havengebied van West-Terschelling had tussen 1600 en 1800 ernstig te lijden onder kustafslag, veroorzaakt doordat de havengeul zich steeds in noordelijke richting verplaatste. Ook de wierdijk die van het grote, en deels in zee verdwenen Hanskedúne in zuidoostelijke richting de Waddenzee in liep, liep grote schade op. Uiteindelijk werd besloten een stevige dijk te bouwen, iets oostelijker dan de oude wierdijk. Deze dijk heeft nog steeds de naam Nieuwe Dijk, en maakt deel uit van de huidige waddendijk van Terschelling. Na de aanleg van de Nieuwe Dijk en het verdwijnen van de oude wierdijk kwam Wolmerum buitendijks te liggen, en verdween het geleidelijk in de Waddenzee. Het gehucht is in de 18e eeuw verlaten.